# 小角蟾
小角蟾（学名：Boulenophrys minor）为角蟾科布角蟾属的两栖动物。分布于中国湖北、湖南、安徽、江西、广东、广西、四川、贵州、云南、陕西、甘肃及不丹、越南等地，主要生活于多居于1000米的山溪旁小渗流的石块和附近的草丛中。其生存的海拔范围为550至2850米。该物种的模式产地在四川灌县。其种加词“minor”意为“小的”。

## 保护
本种于2023年被收录入《有重要生态、科学、社会价值的陆生野生动物名录》。